# Центральное телевидение СССР
Центральное телевидение СССР (сокращённое название — ЦТ СССР) — одна из основных составных частей (наряду со Всесоюзным радио) Гостелерадио СССР.

## История

### Предыстория (1931—1939)
1 мая 1931 года состоялась первая в СССР экспериментальная телевизионная передача механического телевидения без звука. 1 октября 1931 года Радиокомитет СССР на средних волнах запустил Телевидение имени Горького, вещавшее ежедневно со звуком по 30 минут в день, позднее — передачи 12 раз в месяц по 60 минут. В декабре 1933 года телевещание в Москве прекратилось в связи с тем, что было признано более перспективным создание электронного телевидения. Однако так как промышленность ещё не освоила новую телевизионную аппаратуру, 11 февраля 1934 года передачи на средних волнах возобновились. 11 февраля 1934 года был создан Московский отдел телевидения Радиокомитета СССР. В 1938 году проходят экспериментальные телевизионные передачи электронного телевидения.

### Московский телецентр (1939—1949)
10 марта 1939 года в рамках Всесоюзного радио был создан МТЦ, запустивший одноимённый телеканал на ультракоротких волнах, на котором присутствовали передачи и ленинградского телецентра. 1 апреля 1941 года МТЦ прекратило вещание на средних волнах. После начала Великой Отечественной войны вещание было прекращено, возобновлено 7 мая 1945 года, с 15 декабря вещание началось на регулярной основе. В декабре 1948 года Московский телецентр приостановил передачи на время реконструкции.

### Московский отдел телевещания (1949—1951)
В 1949 году МТЦ был выведен из Радиокомитета СССР и перешёл в подчинение Министерству связи, однако за ним остались только технические функции, а производство передач перешло к Московскому отделу телевещания оставшемуся в составе Радиокомитета СССР, 16 июня 1949 года вещание было переведено в стандарт 625 строк.

### Центральная студия телевидения (1951—1957)
22 марта 1951 года в составе Радиокомитета СССР была создана ЦСТ, которая начала вещать на частоте Телевидения имени Горького. 1 января 1955 года ЦСТ вещает ежедневно. 14 февраля 1956 года Радиоуправление СССР запустило Вторую (московскую) программу ЦСТ, трансляции её передач велись только в вечернее время и предназначались в основном для жителей Москвы и Московской области.

### Центральное телевидение (1957—1991)
16 мая 1957 года ЦСТ была преобразована в ЦТ, на базе тематических редакций ЦСТ в непосредственном подчинении Гостелерадио СССР были созданы тематические главные редакции ЦТ. 12 августа 1960 года МТЦ был передан Гостелерадио СССР, а Радиопередающая часть была преобразована в Московскую радиопередающую станцию телевидения (МРПСТ) Министерства связи СССР. Во второй половине 1950-х — первой половине 1960-х годов Первая программа ЦТ стала вещать на всей европейской части территории СССР, а 2 ноября 1967 года — на всей территории СССР. 29 марта 1965 года Гостелерадио СССР запустил Третью (учебную) программу ЦТ, а 4 ноября 1967 года — Четвёртую программу ЦТ, первоначально являвшуюся культурно-просветительной программой. 1 октября 1967 года вещание Первой программы ЦТ, а 1 января 1968 года вещание остальных программ было переведено в стандарт цветного телевидения SECAM.
25 января 1971 года Гостелерадио СССР запустило дубль Первой программы ЦТ по системе «Орбита» для Урала, Средней Азии и части Казахстана, учитывающий разницу часовых поясов (+2 часа от московского времени), а 1 января 1976 года ЦТ запустило ещё три дубля Первой программы ЦТ специально для восточных территорий СССР с временным сдвигом +8, +6 и +4 часа. 1 января 1978 года все программы и передачи ЦТ СССР перешли на цветное вещание.
19 июля 1980 года в Москве начала вещание Шестая программа ЦТ, которая использовалась как технический канал во время Олимпиады-1980 в Москве. Затем там транслировались Открытые чемпионаты Англии и Франции по теннису (уже в перестройку, без комментаторов и в полном объёме). После распада СССР на её месте возникнет частный канал «ТВ-6», учредителем и вещателем которого было ЗАО «МНВК».
1 января 1982 года Четвёртая программа ЦТ получила статус второй общесоюзной, была переведена на второй канал и стала называться Второй программой ЦТ; бывшая Вторая программа ЦТ была переименована согласно тематике в Московскую и переведена на третий канал, её вещание осталось в Москве, Московской, Ивановской, Рязанской и Калининской областях; Третья (учебная) программа ЦТ была переведена с третьего на четвёртый канал и стала называться Четвёртой (учебной) программой ЦТ. Также Гостелерадио СССР с 1982 года запустило четыре дубля Второй программы ЦТ для восточных территорий («Дубль-1,-2,-3,-4»).

### Телевидение «Останкино» (1991—1996)
27 декабря 1991 года ЦТ прекратило вещание в связи с распадом СССР и реорганизацией Всесоюзной ГТРК в телерадиокомпанию «Останкино». «Первая программа ЦТ» стала называться «1-й канал Останкино», «Московская программа ЦТ» стала называться «МТК» (часть её эфира ещё в 1989 году была передана коммерческому каналу 2х2), «Образовательная программа ЦТ» стала называться «4-й канал Останкино». Эфир на втором канале полностью перешёл к «РТР» — телеканалу, принадлежавшему Всероссийской ГТРК.
В период с 1991 по 1996 год ЦТ СССР, а затем и телевидение «Останкино» переживали большой отток как творческих, так и технических сотрудников, которые переходили на работу в штат недавно появившихся российских телеканалов — РТР, 2х2 и МТК, НТВ, ТВ-6, в частные производящие телекомпании (ВИD, АТВ, REN-TV); при этом значительная часть сотрудников бывшего Гостелерадио СССР всё же продолжила работать на 1-м канале Останкино и затем на ОРТ или же вообще ушла с телевидения, сменив профессию.
В начале 1992 года Студия московских программ была выделена из структуры РГТРК «Останкино» в Российскую московскую телевизионную и радиовещательную компанию «Москва» (РМТРК «Москва»), в состав которой вошли «МТК» и «региональные окна» на «Радио России» в Москве и Московской области. 13 апреля 1992 года утренний, дневной и большая часть вечернего эфира по будням на 4-м канале Останкино были переданы созданному каналу «Российские университеты» (принадлежал ВГТРК), специализировавшемуся преимущественно на образовательных и культурно-просветительских передачах. «4-й канал Останкино» стал выходить в эфир только с 22:00 по будням и с 9:00 по выходным дням, продолжая показывать преимущественно повторы программ «1-го канала Останкино» и развлекательные программы, кроме того, «4-й канал Останкино» получил весь эфир на четвёртом канале в выходные.
17 января 1994 года в утреннем и дневном эфире «4-го канала Останкино» продолжал вещать телеканал «Российские университеты», а вечерний эфир был передан НТВ. 1 апреля 1995 года «1-й канал Останкино» был передан ОРТ, 12 октября 1995 года сама РГТРК «Останкино» была расформирована, телевизионный персонал попал под сокращение и впоследствии был уволен или же интегрирован в «ОРТ», а Дирекция программ телевидения «Останкино» была упразднена в течение 1996 года. Вместо неё на «ОРТ» было принято решение передать всё производство сторонним телекомпаниям и организовать несколько творческо-производственных подразделений в своей структуре, именовавшихся дирекциями — «Дирекция информационных программ», «Дирекция кинопоказа», «Дирекция общественно-политических программ», «Дирекция спортивного вещания» (до 2002 года также упоминалась как «ОРТ-Спорт») и др.

## Программы
Центральное телевидение вело передачи по 12 программам, 8 из которых предназначались для отдалённых регионов страны с учётом поясного времени.
- 1-я программа Центрального телевидения — основная, общесоюзная, информационная, общественно-политическая и художественная, включала в себя премьерные показы большинства основных передач и фильмов телеорганизации. Существует с 1 октября 1931 года до 1967 года ретранслировалась только в Европейской части страны. Имелись 4 дубля с учётом поясного времени:
  - Телепрограмма «Орбита-1» для Дальнего Востока;
  - Телепрограмма «Орбита-2» для Восточной Сибири;
  - Телепрограмма «Орбита-3» для Средней Азии и Западной Сибири;
  - Телепрограмма «Орбита-4» для Урала, Средней Азии и европейской части Казахстана;
- 2-я программа Центрального телевидения — основная, общесоюзная, художественная, включала в себя повторы многих передач 1-й программы Центрального телевидения. Существует с 4 ноября 1967 года до 1982 года ретранслировалась только в Европейской части и считалась 4-й программой Центрального телевидения. Имелись 4 дубля с учётом поясного времени:
  - Телепрограмма «Дубль-1» для Дальнего Востока;
  - Телепрограмма «Дубль-2» для Восточной Сибири;
  - Телепрограмма «Дубль-3» для Средней Азии и Западной Сибири;
  - Телепрограмма «Дубль-4» для Урала, Средней Азии и европейской части Казахстана;
- Московская программа — художественно-публицистическая, включала в себя московские новости, информационную программу «Москва», информационную программу «Подмосковье», публицистические и художественно-публицистические передачи о жизни Москвы и Московской области, принималась в Москве и Московской области, а также в Рязанской и Калининской области. Существует с 14 февраля 1956 года.
- Образовательная программа — учебная, принималась в ряде областей Европейской части СССР. Существует с 29 марта 1965 года.

Также Центральное телевидение в Москве могло нерегулярно вести передачи по «шестой программе» (пятой считалась ретранслировавшаяся в Москве ленинградская телепрограмма).

## Подчинённость
- 22 марта 1951 — 16 мая 1957 года — Управление радиоинформации Министерства культуры СССР;
- 16 мая 1957 — 18 апреля 1962 года — Комитет по радиовещанию и телевидению при Совете Министров СССР;
- 18 апреля 1962 — 9 октября 1965 года — Государственный комитет Совета Министров СССР по радиовещанию и телевидению;
- 9 октября 1965 — 12 июля 1970 года — Комитет по радиовещанию и телевидению при Совете Министров СССР;
- 12 июля 1970 — 5 июля 1978 года — Союзно-республиканский Государственный комитет Совета Министров СССР по телевидению и радиовещанию;
- 5 июля 1978 — 8 февраля 1991 года — Государственный комитет СССР по телевидению и радиовещанию;
- 8 февраля 1991 — 27 декабря 1991 года — Всесоюзная государственная телевизионная и радиовещательная компания.

### Генеральные директоры
Директоры ЦСТ:
- 1956—1958[48] — Владимир Осьминин
- 1958—1960 — Георгий Иванов[49]
- 1960-е — 1980-е — Пётр Шабанов

Заместители Председателя Государственного комитета СССР по телевидению и радиовещанию, курировавшие ЦТ:
- Константин Кузаков (1961—1962)
- Вячеслав Чернышов (1962—1965)
- Георгий Иванов (1965—1970)[50]
- Энвер Мамедов (1970—1985)[51]
- Леонид Кравченко (1985—1988)
- Григорий Шевелёв (1988—1991)

Заместители Председателя Всесоюзной государственной телерадиокомпании, курировавшие ЦТ:
- Григорий Шевелёв (1991)

Генеральные директора ЦТ:
- Григорий Шевелёв (1991)

Генеральные директора Телевидения «Останкино»:
- Григорий Шевелёв (1991—1993)
- Олег Слабынько (1993)[52]
- Григорий Шевелёв (1993—1995)

## Главная дирекция программ
С 1988 года — Генеральная дирекция программ, с 1991 года — дирекция программ телевидения «Останкино», ликвидирована весной 1996 года.
Отделы: планирования, ретрансляций, выпуска, художественного оформления, дикторов
Директоры:
- Анатолий Богомолов (1965—1969)
- Николай Карцов (?—1973)
- Жанна Фомина (1972—1982)
- Дмитрий Бирюков
- Борис Каплан
- Виктор Осколков (1991—1995)

Заместители директора:
- Анатолий Болгарев

### Прямые трансляции
На ЦТ Гостелерадио СССР проводились прямые трансляции первых телепередач, а также прямые трансляции, посвящённые:
- праздничным военным парадам и демонстрациям трудящихся 1 мая и 7 ноября (трансляции с Красной площади и из столиц союзных республик СССР, вели Анна Шатилова, Игорь Кириллов, Вера Шебеко, Елена Коваленко, Леонид Элин, Марина Бурцева, Юрий Петров, Евгений Кочергин и Евгений Суслов);
- памяти руководителей Коммунистической партии (трансляции с Красной площади церемоний похорон: в дни траура 11:00-12:00, ведущие — Леонид Элин и Игорь Кириллов);
- спортивным праздникам в Лужниках (раз в год);
- церемониям открытия и закрытия Олимпиады-80 (вели Валентина Леонтьева (открытие), Тенгиз Суханешвили (обе трансляции), Леонид Элин и Николай Озеров (закрытие));
- торжественным заседаниям и праздничным концертам в честь Международного женского дня, дня рождения Владимира Ильича Ленина и годовщины Великого Октября (трансляции из Государственного академического Большого театра и Кремлёвского дворца Съездов);
- торжественным встречам лидеров зарубежных государств на аэродроме Внуково (в 60-е годы);
- торжественным встречам советских космонавтов (в 60-е годы);
- соревнованиям по футболу, хоккею, фигурному катанию и другим популярным видам спорта (вели Владимир Перетурин, Владимир Маслаченко, Евгений Майоров, Сергей Ческидов и другие комментаторы).

### Дикторы и телеведущие ЦТ
- Евгений Арбенин 1969—1992 (вёл «Новости», «Время»)
- Наталия Андреева 1981—1995
- Екатерина Андреева с 1990 г. (вела Утро, программу передач)
- Надежда Аниканова 1962—1963, окончила ВТУ им. Щепкина, год проработала диктором-стажером, вела первые «Голубые огоньки», а затем перешла на радио режиссёром программ
- Николай Арсентьев с 1972—1983 Вёл информационную программу «Москва» и «Московские новости»
- Виктор Балашов с 1947 (вёл «Голубые огоньки» «Новости», «Победители»)
- Владимир Березин с 1990 (вёл концерты, программу передач, затем перешёл на РТР)
- Ирина Бискубская с 1992 (вела программу передач)
- Нонна Бодрова с 1958 г., вела «Время», работала на трибунах во время праздничных демонстраций на Красной площади
- Марина Бурцева 1978—1991 (вела «Время», Новости, программу передач, Голубой огонёк 1980)
- Борис Вассин 1972—1990 (вёл «Время», «Мелодии и ритмы зарубежной эстрады», программу передач)
- Татьяна Веденеева 1977—1993 (вела «Спокойной ночи, малыши», «Будильник», Голубой огонёк-1981)
- Лариса Вербицкая 1986—1991 (вела «120 минут», телеигру «Счастливый случай» в паре с Михаилом Марфиным, программу передач)
- Лев Викторов 1970—1993 (вёл «Новости», программу передач; работал на 1-м канале Останкино, 3 октября 1993 года объявил о прекращении эфира в связи с вооружённой осадой телецентра «Останкино»)
- Галина Власёнок с 1990
- Ангелина Вовк 1968—1995 (вела «Спокойной ночи, малыши», «Песню года» в паре с Евгением Меньшовым, программу «Утренняя почта», телевизионный конкурс детской песни «Весёлые нотки» в паре с Владимиром Ухиным, программу передач)
- Дина Григорьева 1975—1993 (выпускница Московского государственного института культуры) вела Программу передач, «Время», Правительственные концерты в кремлёвском дворце.
- Наталья Григорьева 1988—1995 (вела программу передач)
- Екатерина Гриценко 1984—1989, вела программу передач
- Николай Дешко 1961—1970.
- Алла Данько с 1974 (выпускница Первого Московского мединститута вела «Время Москва», программу передач, Новости ЦТ, «Что означают ваши имена»)
- Галина Доровская 1975—1988 (вела программу передач, «Телевизионное справочное бюро»)
- Геннадий Дубко 1981—1992 (вёл программу передач, передачи из Москвы)
- Лариса Дыкина 1971—1986 (ранее работала на Челябинском ТВ, после перехода на Центральное ТВ вела Новости, «Время Москва», «Московский телетайп», Телевизионное справочное бюро, программу передач)
- Алексей Дмитриев (Шилов), диктор ЦТ, 1972—1982.
- Алексей Дружинин 1988—1995, вёл программу передач, затем работал на «ТВ-6»
- Инна Ермилова c 1977 (выпускница МГПИ, вела курсы биологии, «Песня-85» в паре с Юрием Николаевым, программу передач, «Время», чаще в паре с Сергеем Ломакиным
- Светлана Жильцова с 1958 (вела программу передач, «КВН», «Спокойной ночи, малыши», «Песня Года» в паре с Александром Масляковым, уроки английского языка, промежуточные выпуски «Песни года» в 70-х годах, Голубые огоньки в 60-х годах)
- Шамиль Закиров 1978—1983, вёл Программу передач, Московские новости, «Москва»
- Галина Зименкова 1971—1991 (окончила Казанский университет в 1963 году и Ленинградский ин-т культуры, вела Новости ЦТ, «Время», программу передач)
- Ольга Зюзина c 1977 (выпускница ГИТИС, вела «Телевизионное справочное бюро», программу передач)
- Татьяна Иванова 1977—1978. Вела программу передач, «Спокойной ночи, малыши!».
- Ирина Илларионова с 1977 (вела «Телевизионное справочное бюро», программу передач)
- Елена Коваленко c 1977 (выпускница МГПИ, вела Новости ЦТ, «Время», «Московский телетайп», Телевизионный женский клуб «Москвичка»)
- Юрий Ковеленов с 1965 (вёл «Время», программу передач) юбилейные концерты композиторов, певцов, поэтов и др. в колонном зале Дома союзов в паре со Светланой Моргуновой, Песню-82 в паре с Татьяной Ромашиной. Песню-83 в паре с Татьяной Судец)
- Наталья Козелкова в 1983—1991 гг. (окончила ВТУ им. Щепкина в 1984 г.)
- Анатолий Колесников,1969-1972 (окончил ГИТИС), вёл программы «Московские новости», «Подмосковье», « Мир социализма»
- Нина Кондратова 1951—1973.
- Октавиан Корнич 1975—1988 (окончил ВТУ им. Б. Щукина в 1967) (вёл Новости ЦТ, московские новости, программу передач)
- Вера Коцюба 1988—1989.
- Евгений Кочергин с 1977 (работал на ТВ г. Мирный, окончил Московский финансово-экономический ин-т в 1972 г.) (вёл «Новости ЦТ», «Время», «Время Москва», информационно-аналитическую программу «Деловая Россия» РТР, программу передач, потом на ТРВК «Московия»)
- Игорь Кириллов с 1957 (вёл «Песня года», голубые огоньки, паре с Анной Шиловой, «Время»[54], вечерний канал «ВИД представляет»: во время трансляций с Красной площади вместе с Анной Шатиловой находился на гостевых трибунах, вёл концерты к дню советской милиции в паре со Светланой Моргуновой)
- Татьяна Красуская выпускница ВТУ им. Б. Щукина (1975), 1977—1982. (вела «Спокойной ночи, малыши»)
- Ольга Кулешова с 1975 (окончила Институт культуры, вела Новости, «Время Москва», программу передач, затем перешла на РТР)
- Валентина Лановая 1968—1973.
- Вера Локтионова с 1992
- Ольга Лапшинова с 1992 (вела программу передач, затем новости спорта)
- Валентина Леонтьева с 1954 г., вела Новости в 50-60 годы, программу передач в 50-е-начало 70-х годов, «Спокойной ночи, малыши», «В гостях у сказки», «От всей души», «Голубые огоньки» (до 1979 г), работала на трибунах во время праздничных демонстраций на Красной площади.
- Андрей Леонов 1984—1988 (окончил МВТУ в 1979 г.) (вёл передачи из Москвы, в программе «Добрый вечер, Москва» являлся постоянным ведущим рубрики «Московский телетайп», затем работал на ТВ Центр)
- Аза Лихитченко с 1960 (вела Программу передач, «Новости ЦТ», «Время»)
- Маргарита Мырикова-Кудряшова с 1990 г.
- Вадим Малов 1975—1976 (вёл программу передач, «Утренняя почта»)
- Ирина Мартынова 1984—1990 (вела «Спокойной ночи, малыши», «Телевизионное справочное бюро», программу передач)
- Борис Миншутин 1975—1980 (вёл программу передач, Московские новости. С 1980 г. — диктор всесоюзного радио.)
- Валерий Миронов 1972—1992 (вёл «Москва», представлял программу Международных фестивалей «Радуга»)
- Влада Можаева с 1992 г.
- Мария Митрошина (Булычёва) с 1961 (вела «Телевизионное справочное бюро», программу передач, конкурсы красоты в паре с Александром Масляковым)
- Светлана Моргунова с 1961 (вела концерты (Юбилейные композиторов, поэтов, певцов и др. в паре с Евгением Сусловым или Юрием Ковеленовым в колонном зале Дома союзов, концерты к дню советской милиции в паре с Игорем Кирилловым и пр.), альманах «Народное творчество», промежуточные выпуски «Песни года» в 70-е, программу передач)
- Алла Музыка (Насонова) 1969—1982 (окончила ВТУ им. Б. Щукина в 1966 г., вела программу передач)
- Валерий Никитин, диктор-стажер, вёл первые телевизионные «Голубые огоньки» (1962—1963).
- Елена Нефёдова с 1990 (вела программу «Деловая Россия», программу передач)
- Юрий Николаев с 1975 (окончил ГИТИС в 1970: вёл передачи «Спокойной ночи, малыши», «Утренняя почта», «Утренняя звезда», Конкурс молодых исполнителей в Юрмале, программу передач)
- Ирина Паузина 1976—1983 (вела программу передач)
- Юрий Петров с 1982 (вёл «Новости ЦТ», «Время», «Время Москва», программу передач)
- Валентина Печорина 1968—1993 (окончила ГИТИС в 1965 г. и журфак МГУ, вела «Телевизионное справочное бюро», программу передач, концерты в паре с Игорем Кирилловым
- Дмитрий Полетаев 1982—1988 (окончил ВТУ им. Щепкина в 1982 г., вёл передачи «Спокойной ночи, малыши», «Споёмте, друзья», «Салют фестиваль», Конкурс военной песни)
- Сергей Полянский 1978—1982, программа передач, информационная программа «Москва» (затем перешёл на всесоюзное радио, впоследствии работал на НТВ)
- Валерия Рижская с 1984 (вела «Телевизионное справочное бюро», программу передач, «Время Москва», «Спокойной ночи, малыши!», новости в программе «Добрый вечер, Москва!» и рубрику «Московский телетайп»)
- Татьяна Ромашина с 1982 (окончила школу-студию МХАТ в 1981 г., вела программу передач, Песня-82 в паре с Юрием Ковеленовым, участвовала программе «Весёлые ребята»)
- Майя Сидорова с 1982 (окончила ВТУ им. Щепкина в 1981 г.)
- Анатолий Силин 1966—1984. Новости, Информационные программы «Время», «Москва», Программа передач.
- Светлана Скрябина (Ершова) 1962—1981, вела программу передач
- Пётр Сличенко 1977-79.
- Николай Стрелецкий 1976—1978.
- Евгений Смирнов 1970—1974 (в 1962—1965 работал на Горьковском радио, затем диктором радио во Владивостоке, с 1967 диктор Всесоюзного радио).
- Людмила Соколова 1957—1984 (выпускница ГИТИС) вела программу передач, Телевизионное справочное бюро
- Алла Стаханова 1968—1972.
- Татьяна Судец (Грушина) с 1972 (окончила МЭИ: вела «Спокойной ночи, малыши», «Споёмте, друзья», «Песня года» в 1983 году в паре с Юрием Ковеленовым, в 1987 году — в паре с Владимиром Щербаченко, программу передач)
- Евгений Суслов с 1962 (вёл концерты в колонном зале Дома союзов в паре со Светланой Моргуновой (юбилейный концерт Клавдии Шульженко провёл один), «Новости ЦТ», «Время», трансляции с Красной площади)
- Виктор Ткаченко, 1970—1981, вёл программы «Время», «Наш адрес Советский Союз», «Творчество народов мира», позже работал на всесоюзном радио, «Третьем канале» и «М1»
- Софья Токарская (Дужникова) работала на Сочинском ТВ, затем с 1962 по 1965 г. — на ЦТ, далее перешла диктором на Всесоюзное радио
- Светлана Токарева с 1976 (выпускница Московской консерватории)
- Владимир Ухин с 1963 (вёл «Спокойной ночи, малыши», телевизионный конкурс детской песни «Весёлые нотки» в паре с Ангелиной Вовк, программу передач)
- Юрий Федотов 1982—1987 (вёл «Время Москва», «Новости ЦТ»)
- Наталья Фуфачёва с 1972 (работала на Кировском радио, после перехода вела программу передач)
- Андрей Хлебников в 1956 г. (окончил ВТУ им. Б. Щукина, 1955)
- Наталия Чёлобова с 1972, вела программу передач
- Ольга Чепурова 1952—1958.
- Геннадий Чертов 1966—1992 (окончил ГИТИС) (вёл «Время Москва» «Новости ЦТ», «Время»)
- Леонид Чучин 1977—1991 (окончил ГИТИС), затем работал на МТК
- Анна Шилова 1956—1991 (вела «Песню года», Голубые огоньки в паре с Игорем Кирилловым, программу передач)
- Анна Шатилова с 1962 (вела «Новости ЦТ», «Время», международный фестиваль телевизионных программ о народном творчестве «Радуга», во время трансляций с Красной площади вместе с Игорем Кирилловым находилась на гостевых трибунах, вела программу передач.)
- Вера Шебеко с 1971 (вела программу передач, «Новости ЦТ», «Время», трансляции с Красной площади)

Если в начале 1963 года на ЦТ работало всего 17 дикторов, то к концу 1987 года их число достигло уже 60 человек. Последний набор в дикторский отдел (уже 1-го канала Останкино) был в 1992 году. Новыми дикторами стали:
- Ирина Бискубская
- Влада Можаева
- Вера Локтионова
- Ольга Лапшинова

Дикторы выходили в эфир на 1-м канале Останкино до марта 1995 года, а на РТР — до 1996 года (Владимир Березин, Анна Коваленко, Елена Ковригина, Аида Невская, Ольга Кулешова, Светлана Токарева, Елена Старостина, Людмила Николаева, Наталья Эфрусси, Маргарита Коданёва, Юлианна Шахова) и недолго в 1998—1999 годах (Марина Могилевская, Ирина Палей и др.). Однако до начала 2000-х Игорь Кириллов и Анна Шатилова читали программу передач за кадром, а до середины 2000-х годов появлялись в дикторской студии 9 мая.

### Синоптики программы «Время»
- Екатерина Чистякова (1971—1982)
- Галина Громова (до 1982)
- Валентина Шендакова (до 1982)
- Анатолий Яковлев (1987—1991)
- Александр Шувалов (до 1991)

### Дикторы-сурдопереводчики
Сурдоперевод программы «Время» осуществлялся с 11 января 1987 года на Второй программе ЦТ, а с середины 1990 года — и по Московской программе. В 1991 году сурдоперевод появился на 1-м канале Останкино и просуществовал на ОРТ в информационных выпусках «Новостей» до 18 ноября 2001 года, после чего 19 ноября был заменён бегущей строкой. До 2003 года на ОРТ и «Первом канале» осуществлялся сурдоперевод в повторах программ «Жди меня», «Человек и закон» и на некоторых роликах политической рекламы.
- Надежда Квятковская
- Майя Гурина
- Тамара Львова
- Ирина Агаева
- Юлия Дятлова (Болдинова) (родная дочь Надежды Квятковской)
- Татьяна Котельская
- Татьяна Оганес
- Вера Хлевинская
- Татьяна Бочарникова
- Людмила Овсянникова
- Ирина Рудомёткина
- Варвара Ромашкина
- Людмила Левина (последний телевизионный сурдопереводчик, который начал работу на телевидении через 8 лет после распада СССР).

### Время вещания
Трансляция телепередач в рабочие дни начиналась в 6:30 с утренней информационно-музыкальной программы (в 1970-е годы — в 9:00—9:10 с выпуска «Новостей», с 1978 по 1987 год — в 8 часов утра с выпуска «Новостей» с повтором вчерашнего выпуска программы «Время») и продолжалась примерно до 12 часов, затем был перерыв до 14:00 (с 1978 года — до 14:30, с 1979 года — до 14:50, с 1986 года — до 16:00), в течение которого транслировался сигнал точного времени в виде стрелочных часов (по второй программе транслировалась настроечная таблица). Вечерний эфир продолжался до 0:00. С 1968 по 1995 в конце вещания несколько минут транслировалось мигающее напоминание — финальный сигнал, знаменовавший окончание эфира, с надписью «Не забудьте выключить телевизор», сопровождавшийся громким прерывистым звуковым сигналом. Весной 1990 года утреннее вещание было сокращено, и перерыв длился до 15:00 с перерывом на программу «Время» В 1991 году вещание первой программы осуществлялось без дневного перерыва, а с мая 1990 года (каждую неделю в ночь с пятницы на субботу) даже велось круглосуточное вещание — эфир заканчивался около 6:45 следующего дня. В 1992 году дневные перерывы в вещании 1-го канала были восстановлены, они проводились до 31 марта 1995 года.
Первая программа ЦТ работала с 6:30 до 0:00, Вторая программа ЦТ — с 8:00 до 0:00 c перерывом на местное вещание, Московская программа ЦТ, вещавшая с 19:00 до 0:00 (с 1989 года с 18:30, с 1989 года на этой частоте с 7:00 до 18:30 и с 23:00 до 2:00 вещал телеканал 2х2). Образовательная программа ЦТ в последние годы вещала с 11:00 до позднего вечера с перерывом до 18:00—20:00 (причём до 1988 года вещание канала по воскресеньям вообще отсутствовало). Ленинградская программа работала с 16:00 (с 1 января 1991 — с 10:00) до 0:00—1:00.

### Часы, заставки и оформление
В 1960-е годы заставкой перед началом работы Первой программы ЦТ была песня А. Титова и С. Васильева «Москва советская» в исполнении Александра Розума.
С 1975 по 1982 год заставкой начала и конца вещания служила анимация вращения глобуса на фоне передающего спутника на жёлтом фоне. Звучало инструментальное исполнение «Торжественной песни».
С 1982 года ЦТ перепланировало вещание, заставкой стала звезда-антенна на синем фоне с движущимися кольцами, символизирующими радиоволны и подписью внизу «I программа ЦТ» или «II программа ЦТ», которая затем менялась на «ТВ СССР». Примерно в феврале 1988 года заставка была изменена: круги стали неподвижными, исчезла надпись «ТВ СССР», а фон стал светло-голубым с белым градиентом.
С марта 1991 года вплоть до упразднения «Первой программы ЦТ» заставкой являлась собирающаяся единица с надписью ЦТ; в начале эфира шла её более длинная версия. Логотип сделан по образцу немецкой телекомпании ARD в некоторых вариантах заставки звучала музыка из заставок этой телекомпании, а в начале и конце эфира — композиция Жана-Мишеля Жарра «Equinoxe, Pt. 1». «Вторая программа ЦТ» последние месяцы вещала вообще без опознавательных знаков.
В начале эфира звучали позывные «Нас утро встречает прохладой» из «Песни о встречном», в конце — фрагмент мелодии Исаака Дунаевского «Тихо, всё тихо» в исполнении эстрадно-симфонического оркестра Всесоюзного радио и телевидения под управлением Пеэтера Сауля.
В праздничные дни в начале эфира на фоне звезды с красным знаменем, а также кадров кинохроники советской страны звучал Государственный гимн СССР.
Часы на заставке, отображавшие точное время, были на тёмно-синем фоне с жёлтыми (или белыми) цифрами и без звука. Транслировавшиеся на экране часы на самом деле являлись механическими чёрно-белыми часами, которые снимались камерой и, при помощи специализированной печатной платы, окрашивались в нужные два цвета (красный — для «Новостей», синий — для программы «Время»). Когда в программе «Время» стала использоваться заставка с песней «Родина», фон часов был тёмно-зелёный. После появления кремлёвской башни часам был возвращён тёмно-синий фон. В 1991 году под часами отображалась реклама (Crosna, Olivetti, МММ). Этой идеей до сих пор пользуются современные телеканалы (например, РБК). Впоследствии данные часы применялись на других телеканалах, в частности 1-м канале Останкино в 1991—1994 годах, 2х2 и МТК в 1989—1997 годах, ТВ-6 в 1993—2000 годах и «Третьем канале» в 1997—2002 годах при переходе с ТВЦ.
В качестве заставок использовали пейзажи Москвы, природы или прямые обозначения — «Художественный фильм», «Фильм-концерт» и так далее. Также использовались различные статичные заставки, в 1991 году — сокращённые версии основной заставки с различной музыкой.
Перед окончанием эфира также транслировалась заставка с текстом «Не забудьте выключить телевизор», которая являлась своего рода «будильником» для заснувших людей с включённым телевизором, так как она сопровождалась громким прерывистым сигналом. Так как старые телевизоры не могли показывать статичное изображение (в данном случае — настроечную таблицу), они могли перегреваться и это могло приводить к пожарам. Заставка (или её вариации) впоследствии использовалась и на 1-м канале Останкино вплоть до конца его существования, на ОРТ до 30 сентября 1995 года и на РТР до 15 сентября 1992 года. Также заставка транслировалась на телевидении стран бывшего СССР и стран-участников Варшавского договора (например, в Польше).

## Главная редакция информации
В 1956—1960 годах — редакция «Последних известий», в 1960—1965 годах — редакция «Телевизионных новостей». С весны 1991 года годах — студия информационных программ телевидения, с осени 1991 года — Информационное телевизионное агентство, ликвидированное весной 1996 года.
Отделы: внутрисоюзной информации, международной информации. Группы: выпуска, режиссёров. Служба ответственного секретаря
Редакторы Редакции «Последних известий»
- Николай Мушников (1956—1960)[79]

Редактор Редакции «Телевизионных новостей»
- Юрий Фокин (1960—1967)[81]

Главные редакторы:
- Юрий Летунов (1969—1977)
- Виктор Любовцев (1977—1983)
- Григорий Шевелёв (1983—1988)
- Эдуард Сагалаев (1988—1990)
- Ольвар Какучая (1990—1991)

Заместители Главного редактора:
- Евгений Широков (1990)

Директоры Студии информационных программ телевидения
- Ольвар Какучая (1990—1991)

Программы:
- Информационная программа «Время» (в 1960—1968 гг. выходила под заголовком «ТН» («Телевизионные новости»), в 1956—1960 гг. «Последние известия») (I пр., 30 минут, синхронно II пр. вели два диктора, с 1990 года — диктор и комментатор) — ежедневная телевизионная хроника текущих событий, к ней выпускались различные приложения:
  - «Новости» (в 1960—1968 гг. заголовок «ТН», в 1956—1960 гг. заголовок «Последние известия») (I пр., 5-10 минут, вёл один диктор) — короткие сводки текущих событий до и после перерыва и перед окончанием передач, один из выпусков которых («Сегодня в мире») специализировалось на международной хронике (вели политические обозреватели),
  - Периодически Главная редакция информации выпускала еженедельные информационно-аналитические приложения к программе «Время» — «Эстафета новостей» (до 1970 г.) и «Семь дней» (1989—1990, ведущие — Эдуард Сагалаев и Александр Тихомиров)
  - В 1987—1989 гг. Главная редакция информации выпускала ежедневное информационно-аналитическое приложение-комментарий к программе «Время», в 1989—1991 гг. сама программа время была информационно-аналитической, а информационная выходила под заголовком «ТСН» («Телевизионная служба новостей»)
  - В 1986—1991 гг. Главная редакция информации выпускала утреннее информационно-развлекательное приложение к программе «Время» «120 минут»
- Международная панорама (I пр., по воскресеньям, 30 мин.) — международный тележурнал — вели политические обозреватели, в том числе и Александр Бовин, в начале программы дикторы ЦТ анонсировали темы передачи, предваряя анонс словами «События недели», «Хроника, факты, комментарии» после анонса диктор-женщина называла ведущего передачи, затем в течение эфира дикторы переводили на русский язык реплики зарубежных лидеров и других людей за рубежом
- Содружество (I пр., дважды в месяц, 30 мин.) — тележурнал о странах СЭВ
- На вопросы телезрителей отвечает политический обозреватель газеты «Правда» Ю. А. Жуков (I пр., дважды в месяц, по субботам, 45 мин.)
- Советский Союз глазами зарубежных гостей (I пр., дважды в месяц по воскресеньям, 15 мин.)

## Главная редакция пропаганды
В 1951—1957 годах — общественно-политическая редакция ЦСТ, в 1957—1965 годах — Главная редакция общественно-политических программ, с 1988 года — Главная редакция общественно-политических программ, с 1991 года — Студия «Политика», ликвидирована весной 1996 года.
Отделы: пропаганды марксистско-ленинской теории; патриотического воспитания; общественной жизни; промышленности; сельского хозяйства
Программы:
- Ленинский университет миллионов (1966—1985) (I пр., четыре раза в месяц, 30 мин., 18.30)
- «9-я студия» (I пр., ежемесячно, 60 мин., 19.00) — политический тележурнал (ведущий — Валентин Зорин)
- «На вопросы отвечают политические обозреватели»
- «Соревнуются трудящиеся областей, краёв, республик» (I пр., четыре раза в месяц, 45 мин., 19.00), Больше хороших товаров (I пр., дважды в месяц по субботам 30 мин., 11.00), Сегодня — День работников... — телевизионные журналы о промышленности
- Сельский час и «Село: дела и проблемы» (с 1962) (I пр., еженедельно по воскресеньям, 60 мин., 12:30) — телевизионный журнал о сельском хозяйстве
- Подвиг (I пр., ежемесячно, 30 мин., 18.30)
- Служу Советскому Союзу (I пр., по воскресеньям, 60 мин., 10:00)
- Человек и закон (I пр., дважды в месяц, 30 мин., 18:30) (ведущие — Анатолий Безуглов, Михаил Бабаев, Юрий Краузе)[84][85][86][87][88]
- Движение без опасности (I пр., ежемесячно по субботам, 30 мин., 11:30)

## Главная редакция литературно-драматических программ
В 1951—1957 годах — литературно-драматическая редакция ЦСТ, с 1988 года — Главная редакция литературно-художественных программ, с 1991 года — Студия литературно-художественных программ, ликвидирована весной 1996 года.
Отделы: телевизионных спектаклей; классики и занимательных передач; литературы и изобразительного искусства; театральных передач
Главные редакторы:
- Николай Карцов (1960—?)
- Виктор Козловский (1967—1971)
- Константин Кузаков (?—1987)

Заместители Главного редактора:
- Виктор Козловский (1967)
- Николай Изгарышев
- Борис Каплан (1967—1990)[90]

Программы:
- телевизионные спектакли
- театральные спектакли
- Театр одного актёра
- Рассказы о театре (I пр., ежемесячно, 60 мин., 21:30) — познавательная программа о драматургии
- Театральная гостиная (позднее Театральные встречи)
- Мастера искусств (I пр., ежемесячно, 60 мин., 21:30) — познавательная программа о драматургии
- У театральной афиши (II пр., ежемесячно, 60 мин., 21:30) — познавательная программа о драматургии
- Кабачок «13 стульев» (I пр., ежемесячно, 60 мин., 20:00) — серия спектаклей
- Наши соседи (I пр., ежемесячно, 60 мин., 20:00) — серия спектаклей
- Литературные беседы (I пр., ежемесячно, 45 мин., 15:45) — публицистическая программа о прозе
- Книжная лавка (I пр., ежемесячно, 45 мин., 15:45) — публицистическая программа о прозе
- Страницы творчества советских писателей (I пр., ежемесячно, 45 мин., 15:45) — познавательная программа о прозе (о писателях)
- Литературные чтения (I пр., два раза в месяц, 30 мин., 12:45) — чтение прозы
- Вечера поэзии в Останкине
- альманах «Поэзия» — публицистическая программа о поэзии
- Рассказы о художниках (I пр., два раза в месяц, 30 мин., 11:30) — познавательная программа об изобразительном искусстве
- По музеям и выставочным залам — публицистическая программа об изобразительном искусстве

## Главная редакция музыкальных программ
В 1951—1957 годах — музыкальная редакция ЦСТ, с 1988 года — Главная редакция музыкальных и развлекательных программ, с 1991 года — Студия музыкальных и развлекательных программ, ликвидирована весной 1996 года.
Главные редакторы:
- Людмила Кренкель (1983—1988)

Отделы: телевизионных спектаклей; классики и занимательных передач; литературы и изобразительного искусства; театральных передач
Программы:
- трансляции концертов
- Музыкальная жизнь (I пр., ежемесячно, 60 мин., 21:30) — музыкальные новости
- Музыкальный киоск (I пр., еженедельно по воскресеньям, 30 мин., 12:00) — музыкальные новости (ведущая — Элеонора Беляева)
- Час Большого симфонического оркестра (I пр., ежемесячно, 21:30)
- Ваше мнение (I пр., ежемесячно, 60 мин., 21:30) — интерактивная музыкальная программа
- На улице Неждановой (I пр., четыре раза в год, 60 мин., 21:30) — познавательная программа о песне
- Избранные страницы советской музыки (I пр., два раза в квартал, 60 мин., 21:30) — познавательная программа о музыке
- Музыкальный абонемент (I пр., еженедельно, 30 мин)
- Музыкальные вечера для юношества
- Встреча с оперой (I пр., ежемесячно, 90—120 мин.)
- О балете (I пр., ежемесячно, 60 мин., 21:30) — познавательная программа о балете
- Любителям балета
- Антология советской песни (I пр., ежемесячно, 30 мин., 19:00) — познавательная программа о песне
- Песня года (ведущие; 1971—1975 — Анна Шилова и Игорь Кириллов, 1976−1979 — Светлана Жильцова и Александр Масляков, 1980−1981 — Татьяна Коршилова и Муслим Магомаев, 1982−1983 — Татьяна Судец и Юрий Ковеленов, 1984 — Элеонора Беляева и Юрий Филинов, 1985 — Инна Ермилова и Юрий Николаев, 1986 — Пётр Щербанцев, с 1988 года — Ангелина Вовк и Евгений Меньшов)
- С песней по жизни (Всесоюзный конкурс молодых исполнителей) (I пр., ежемесячно, 60 мин., 21:30)
- Концерт по заявкам
- Утренняя почта (I пр., еженедельно по субботам, 30 мин., 10:30, вёл в основном Юрий Николаев)
- В вашем доме (I пр., ежемесячно, 45 мин., 15:00) — музыкальная интерактивная программа
- Голубой огонёк, до этого «На голубой огонёк», «На огонёк», «Телевизионное кафе»
- Приглашает Концертная студия в Останкине
- Концерт мастеров искусств
- Артлото (1970?)
- Бенефис
- На арене цирка
- Мелодии и ритмы зарубежной эстрады
- Золотая нота (I пр., ежемесячно, 60 мин., 19:00)
- Аншлаг (с 1988, ведущая — Регина Дубовицкая)

## Главная редакция программ для детей
В 1951—1957 годах — детская редакция ЦСТ, с 1988 года — Главная редакция программ для детей и юношества, с 1991 года — Студия детских и юношеских программ, ликвидирована весной 1996 года.
Отделы: общественно-политических программ; художественных программ; литературных и музыкальных программ
Главные редакторы:
- Валетина Федотова (1960—1968)[93].
- Виктор Крючков (1969—1976)
- Нина Зюзюкина (1976—1988)[94]
- Борис Селеннов (до 1996 года)

Программы:
- Телестудия «Орлёнок» (два раза в месяц по воскресеньям, 45—60 мин., 11:00) (четверг, 45 мин., 17:15)
- Отзовитесь, горнисты! (среда, 45 мин., 17:15)
- Вперёд, мальчишки! (раз в два месяца по воскресеньям, 60 мин., 11:00)
- Книга в твоей жизни (четверг, 45 мин., 17:15)
- Стихи для тебя (понедельник, 30 мин., 17:30)
- Творчество юных (ежемесячно по понедельникам, 20—45 мин., 17:15)
- ТЮЗ (еженедельная воскресная развлекательная программа «Будильник», 30 мин., 9:30).
- Будильник (еженедельная, по воскресеньям, вели Татьяна Веденеева, Ирина Муравьёва и другие популярные ведущие)
- Весёлые старты (ежемесячная спортивная программа, четверг, 45 мин., 17:15, вёл Борис Зажорин)
- Выставка Буратино (ежемесячно по субботам, 30 мин., 9:30)
- Умелые руки (ежемесячно по субботам, 30 мин., 9:30 ведущий — Амаяк Акопян)
- Спокойной ночи, малыши! (II и IV пр., ежедневно, 15 мин., 20:15) (ведущие — Валентина Леонтьева — тётя Валя, Владимир Ухин — дядя Володя, Татьяна Судец и Татьяна Веденеева — тёти Тани, Валерия Рижская — тётя Лера, Дмитрий Полетаев — дядя Дима, Хрюша, Филя, Степашка, Каркуша)
- Лица друзей (ежемесячно по вторникам, 45 мин., 21:30)
- В гостях у сказки (1976—1992, ведущая — Валентина Леонтьева)
- Детский час (1989, ведущие — Татьяна Ушмайкина, Алексей Весёлкин, Сергей Столяров и Иоганес Шульц)
- Образ (1989—1991)
- Юный пионер (с 1951 года)
- А сегодня вот что: почтальон и почта
- В стране загадок
- Приходи, Сказка!
- Лесная газета
- Октябрятские звёздочки
- Клуб весёлых человечков
- Приключения Шустрика и Мямлика

## Главная редакция программ для молодёжи
Создана в 1963 году путём разделения Главной редакции программ для детей и молодёжи на Главную редакцию программ для детей и Главную редакцию программ для молодёжи. С 1991 года — Студия «Эксперимент», ликвидирована весной 1996 года.
Отделы: общественно-политических передач; массовых передач
Главные редакторы:
- Валерий Иванов (1970—1976)
- Евгений Широков (1976—1984)
- Эдуард Сагалаев (1984—1988)
- Александр Пономарёв (1988—1991)

Заместители Главного редактора:
- Александр Гагаркин

Программы:
- Наша биография
- От всей души (I пр., раз в два месяца по субботам, 105 мин, 19:15, ведущая — Валентина Леонтьева)
- В добрый путь! (I пр., раз в два месяца, 90 мин, 21:30)
- Мы строим БАМ (I пр., ежемесячно, 30 мин, 18:30)
- Ребята настоящие (I пр., ежемесячно, 45 мин, 17:00)
- А ну-ка, девушки! (1970-е — 1980-е) (I пр., ежемесячно, 75 мин, 21:30, ведущие — Владимир Ворошилов и Александр Масляков)
- Это вы можете (70-е) (I пр., ежемесячно, 60 мин., 21:30)
- Спринт для всех (I пр., два раза в год — зимой и летом сериями из трёх передач каждая, 75 мин, 21:30)
- Адреса молодых (I пр., ежемесячно, 60 мин, 17:00)
- Что? Где? Когда? (ведущий — Владимир Ворошилов)
- До 16 и старше… (с 1983) (I пр., с понедельника по четверг, 25-50 мин, 16:00)
- 12-й этаж (1985)
- Взгляд (1987—1991, ведущие — Владислав Листьев, Владимир Мукусев, Александр Любимов, Олег Вакуловский, Дмитрий Захаров и Александр Политковский)
- Мир и молодёжь (1988—)
- КВН (1961—1972, ведущие — Светлана Жильцова и Александр Масляков 1986—, ведущий — Александр Масляков)
- Марафон-15 (1989—1991)

## Главная редакция передач для Москвы и Московской области
Главная редакция программ телевидения для Москвы создана в 1960 году. С 1988 года Главная редакция программ для Москвы и Московской области, с 1991 года — Студия московских программ телевидения, в 1992 году выделена в Российскую московскую государственную телерадиокомпанию «Москва», ликвидирована весной 1996 года.
Отделы: оперативных передач; тематических передач; передач для Московской области; справочных передач
Главные редакторы:
- Николай Мушников (1960[79]—?)
- Михаил Огородников (1986—1989)
- Владимир Поволяев (1989—1992)

Программы:
- информационная программа «Москва» — ведущие — те же дикторы, что и программы «Время»
- Московские новости
- Москва и москвичи (I пр., еженедельно, 30 мин.)
- Рабочая гарантия москвичей (с подзаголовком «Московский клуб деловых встреч» — I пр., ежемесячно, 30 мин.)
- Телевизионный клуб «Москвичка» (I пр., ежемесячно, 75 мин.)
- В помощь слушателям школ коммунистического труда
- Подмосковье (II пр., еженедельно, 30 мин.)
- Трудовые коллективы Подмосковья
- Подмосковные встречи (II пр., один раз в два месяца, 90 мин.)
- Я люблю подмосковную землю (II пр., ежемесячно, 30 мин.)
- Телевизионное справочное бюро
- Отдых в выходные дни (II пр., еженедельно, 15 мин.)
- Улица. Транспорт. Пешеход (II пр., ежемесячно, 15 мин.)
- Панорама Подмосковья (с 1986 года)
- Добрый вечер, Москва (с 1986 года, информационно-развлекательная программа для Москвы, впоследствии — московский информационно-развлекательный видеоканал, вели Андрей Скрябин, Нелли Петкова, Александр Колтаков, Лариса Кривцова, Борис Ноткин, Игорь Арбузов, писатель Вячеслав Шугаев, поэт Андрей Дементьев, Ольга Руднева, Владимир Поволяев, Феликс Нюссер — также передача «Горячая линия», Георгий Кузнецов — передача «Диалог», Лион Измайлов — развлекательные программы, Владимир Познер — передача «Воскресный вечер» и дикторы — новости в программе)

## Главная редакция народного творчества
В 1967 году выделена из Главной редакции литературно-драматических программ. С 1991 года — студия «Народное творчество», ликвидирована весной 1996 года.
Отделы: тематических передач; музыкальных передач
Главные редакторы:
- Кира Анненкова
- Николай Изгарышев

Заместители Главного редактора:
- Виктор Козловский (1971—?)
- Владимир Никитин (1978—?)

Программы:
- Телетеатр принимает гостей (позднее Наш адрес — Советский Союз)
- Объектив (I пр., пятница третьей недели каждого месяца, 30 мин., 17:00)
- обозрение «Народное творчество» (I пр., ежемесячно, 45 мин., 18:30)
- Песня далёкая и близкая (I пр., четверг первой недели каждого месяца, 45 мин., 19:00)
- Творчество народов мира (I пр., вторник первой и третьей недель каждого месяца, 30 мин., 18:30)
- Международный фестиваль телевизионных программ народного творчества «Радуга» (I пр., дважды в неделю, 30 мин, ведущие — Анна Шатилова и Валерий Миронов)
- Экран собирает друзей (I пр., дважды в квартал, 45 мин., 18:00)
- Музыкальная эстафета «Товарищ песня» (I пр., среда четвёртой недели каждого месяца, 60 мин., 22:00)
- Шире круг (1980-е) (I пр., раз в квартал, 60 мин., 22:00 ведущие — Екатерина Семёнова и Вячеслав Малежик)
- Играй, гармонь любимая! (с 1986)[103]

## Главная редакция кинопрограмм
Выделена из Главной редакции литературно-драматических программ в 1969 году. С 1991 года — Студия кинопрограмм, ликвидирована в январе 1995 года, присоединена к студии «Искусство» (бывшая редакция литературно-драматических программ РГТРК «Останкино»), расформированной весной 1996 года.
Отделы: публицистических передач; художественных фильмов; документальных фильмов
Главные редакторы:
- Жанна Фомина (1970—1972)
- Юрий Гробовников (?—1986)
- Сергей Кононыхин (1986—1992)

Заместители Главного редактора:
- Юрий Гробовников (1975—?)
- Борис Каплан (?—1990)

Программы:
- Документальный экран (I пр., последний четверг каждого месяца, 75 мин., 21:30)
- Кинопанорама (I пр., ведущие — Зиновий Гердт, Эльдар Рязанов, Виктор Мережко и др.)
- Очевидное — невероятное (еженедельная) (I пр., первая и третья суббота каждого месяца, 60 мин., 18:15, ведущий — Сергей Капица)
- В мире животных (еженедельная) (I пр., вторая и четвёртая суббота каждого месяца, 60 мин., 18:15, ведущие — Василий Песков и Николай Дроздов)
- Клуб кинопутешествий (еженедельная) (I пр., по воскресеньям, 60 мин., 18:15, ведущий — Юрий Сенкевич)
- Вечера телевидения социалистических стран (I пр., к юбилейным датам, 165 мин., 18:15)
- В буднях великих строек (I пр., дважды в месяц, 60 мин., 14:30)
- В гостях у сказки (еженедельная, ведущая — Валентина Леонтьева)

## Главная редакция научно-популярных и учебных программ
Создана в 1965 году. С 1988 года — Главная редакция научно-популярных и образовательных программ, в 1991 году — студия «Шаболовка, 37», с 1992 года — Студия научно-популярных и просветительских программ, ликвидирована весной 1996 года.
- Шахматная школа (1969—1988, ведущие — Алексей Суэтин, занятия для взрослых; Людмила Белавенец, занятия для детей в классе «Белая ладья»)
- Человек. Земля. Вселенная (1972—1991, ведущий — Алексей Леонов)
- Под знаком «Пи» (с 1989 года, ведущий — Лев Николаев)
- Счастливый случай (1989—2000, ведущие — Лариса Вербицкая и Михаил Марфин)

Заместители главного редактора:
- Владимир Никитин (?—1978)

## Главная редакция спортивных программ

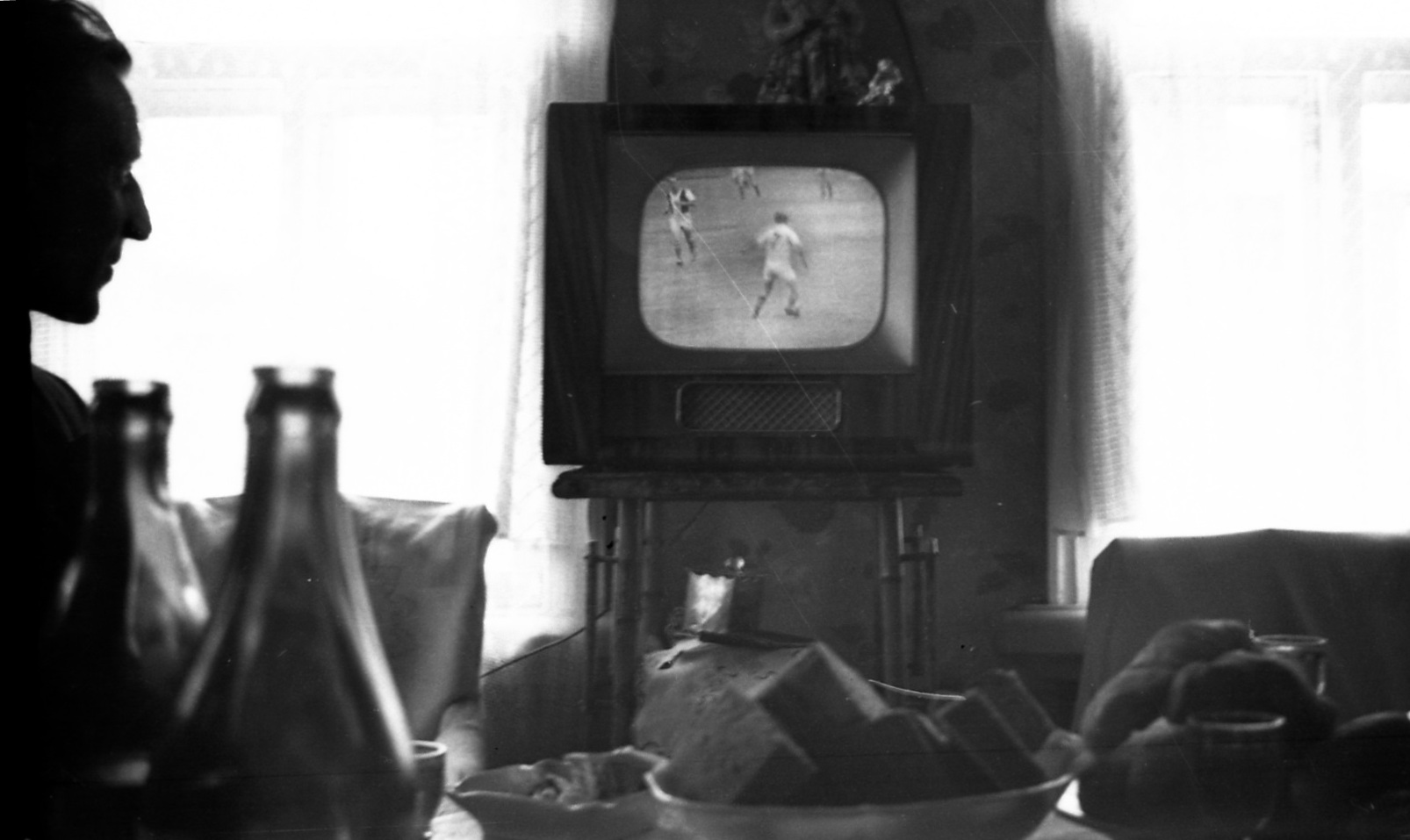
Просмотр телевизора «Рекорд-Б», 1958 год

В 1970 году спортивный отдел ЦТ и Всесоюзного радио были объединены в общий спортивный отдел, в 1974 году реорганизован в Главную редакцию спортивных программ. С 1991 года — Студия спортивных программ, ликвидирована весной 1996 года.
Отделы: информации; олимпийский
Главные редакторы:
- Шамиль Мелик-Пашаев (1970—1973)[108]
- Александр Иваницкий (1973—1991)[110]
- Сергей Кононыхин (1992[111]—1995)

Программы:
- трансляции со спортивных соревнований
- итоговые передачи по различным видам спорта (вели спортивные комментаторы)
- спортивная информация для программы «Время» и «Новостей»
- выступления комментаторов с обзорами в программе «Время»
- тиражи «Спортлото» (ведущая — Татьяна Малышенко)
- уроки «Утренней гимнастики»[112]
- Ритмическая гимнастика (80-е, ведущие — Наталья Линичук, Лилия Сабитова, Елена Букреева, Елена Скороходова, Игорь Бобрин[113], Наталия Ефремова (Корх), Светлана Рожнова и Олег Кныш)
- «Спорт для всех» (начало 1990-х, ведущие — Сергей Покровский, Светлана Лопатухина)[114][115]
- «Арена» (1989—1991, ведущие — Анна Дмитриева и Сергей Ческидов)

Спортивные комментаторы:
- Анна Дмитриева — теннис, художественная гимнастика, конькобежный спорт, бадминтон
- Геннадий Орлов — трансляции из Ленинграда (футбол, хоккей и пр.)
- Лариса Петрик — спортивная гимнастика
- Сергей Покровский — новости спорта[116]
- Владимир Писаревский — хоккей
- Николай Попов — шахматы, водные виды спорта, новости спорта
- Владимир Топильский — биатлон, новости спорта
- Дарья Червоненко — новости спорта
- Сергей Ческидов — велоспорт, фигурное катание

## Рекламно-коммерческая группа
До середины 1980-х годов по ЦТ рекламу в виде вставок в передачи не показывали: она шла в виде отдельных передач, которые назывались «Больше хороших товаров» (по Первой или Второй программе ЦТ) или просто «Реклама» (по Московской программе). По московской программе передавалась информационно-рекламная передача «Телевизионное справочное бюро».
Реклама в качестве вставок в середине передач появилась во время недели Thames Television (шоколад KitKat, который в СССР тогда не продавался) и во время телемостов Познер—Донахью, когда американская сторона была вынуждена делать на неё перерывы. В 1988 году была показана реклама Pepsi с участием американского певца Майкла Джексона. Также реклама в виде вставок показывалась во время трансляций Олимпийских игр в Сеуле (1988).

## Ушедшие из жизни сотрудники ЦТ СССР
- Алла Стаханова (1943—1983) — диктор ЦТ с 1967 года, позже перешла в московскую редакцию; была редактором программы «Документальный экран», которую вёл поэт Роберт Рождественский.
- Валентина Лановая (1937—2002) — диктор ЦТ с 1967 года, сестра народного артиста СССР Василия Ланового.
- Людмила Соколова (1929—2015) — диктор ЦТ с 1957 года, засл. арт. РСФСР.
- Борис Вассин (1944—2013) — диктор ЦТ, вёл программу передач, новости, праздничные концерты, «Мелодии и ритмы зарубежной эстрады», озвучивал документальные фильмы.
- Татьяна Красуская (1954—1982) — диктор ЦТ с 1977 года, (вела «Спокойной ночи, малыши»), выпускница ВТУ им. Б. Щукина (1975).
- Нонна Бодрова (1928—2009) — диктор ЦТ с 1958 года, засл. арт. РСФСР, была первой ведущей информационной программы «Время» вместе с Игорем Кирилловым.
- Сергей Супонев (1963—2001), готовил сюжеты для программы «До 16 и старше», вёл «Марафон 15», затем работал на 1 канале Останкино, 2х2 и ОРТ; погиб во время езды на снегоходе 8 декабря 2001 года[117].
- Лариса Дыкина (1945—1986) — диктор ЦТ с 1972 года, вела Новости, «Время Москва», «Московский телетайп», Телевизионное справочное бюро, программу передач.
- Анатолий Силин (1937—1984) — диктор ЦТ с 1966 года, вёл Новости, информационные программы «Время», «Москва», программу передач.
- Борис Миншутин (1948—2006) — диктор ЦТ (1975—1980) и ВР.
- Вадим Малов (1949—1992) — диктор ВР и ЦТ(1975—1976), вёл программу передач, информационные программы «Новости» и «Время», концерты, музыкальную программу «Утренняя почта» (1976—1978).
- Леонид Чучин (1948—2008) — диктор ЦТ, в постсоветское время работал на МТК.
- Евгений Смирнов (1936—2002) — диктор ВР и ЦТ (1967—1974), вёл программу «Время», потом стал озвучивать радиоспектакли и док. фильмы; спортивный диктор на московском стадионе «Динамо».
- Николай Дешко (1935—1986) — диктор ЦТ в 1960-х, потом стал режиссёром в театре и искусствоведом.
- Андрей Хлебников (1932—2018) — первый штатный диктор ЦТ, засл. арт. РФ, работал диктором ЦТ в 1956 г., потом ушёл на радио.
- Алексей Дмитриев (Шилов) (1948—2002) — диктор ЦТ с 1972.
- Алексей Дружинин (1963—2007) — диктор ЦТ, вёл программу передач, затем работал на «ТВ-6», «Радио Ретро», ТВС и СТС; убит неизвестными 26 марта 2007 года[118].
- Валентина Леонтьева (1923—2007) — диктор ЦТ, нар. арт. СССР, вела «Спокойной ночи, малыши», «В гостях у сказки», «От всей души».
- Владимир Ухин (1930—2012) — диктор ЦТ с 1960 года, засл. арт. РСФСР (вёл «Спокойной ночи, малыши», программу передач).
- Анна Шилова (1927—2001) — диктор ЦТ с 1956 года, засл. арт. РСФСР (вела «Песню года» в паре с Игорем Кирилловым, «Голубые огоньки»).
- Нина Кондратова (1921—1989) — первый диктор ЦТ (с 1950 года), засл. арт. РСФСР.
- Софья Токарская (Дужникова) (1934—1992) — диктор ЦТ(1963—1966), потом Всесоюзного радио, засл. арт. РФ.
- Ольга Чепурова (1925—1959) — диктор ЦТ с 1952 г.
- Петр Сличенко (1953—2022) — диктор ЦТ 1977—1979 г.
- Шамиль Закиров (1953—2024) — диктор ЦТ 1978—1983 г.
- Татьяна Коршилова (1946—1982), с 1978 (вела «С песней по жизни», «Шире круг» и телефестиваль «Песня года»).
- Юрий Фокин (1924—2009), диктор ЦТ, автор и ведущий (с 1961 года) первой информационно-аналитической программы «Эстафета новостей» — предшественницы программы «Время» (первый выпуск 3 декабря 1960), а также передач, посвящённых космонавтике.
- Виктор Ткаченко (1943—2017) — диктор ЦТ (1970—1981) и ВР, вёл программы «Время», «Наш адрес Советский Союз», «Творчество народов мира», позже работал на «Третьем канале» и «М1».
- Николай Озеров (1922—1997), спортивный комментатор — футбол, хоккей.
- Евгений Майоров (1938—1997), спортивный комментатор ЦТ СССР с 1979 года, позже 1-го канала Останкино[119], НТВ и «НТВ-Плюс Спорт» — футбол, хоккей[120].
- Георгий Сурков (1938—1996), спортивный комментатор — лыжи, биатлон, гребля.
- Владислав Гусев (1936—2005), спортивный комментатор ЦТ СССР, позже 1-го канала Останкино и ОРТ — футбол.
- Анатолий Малявин (1940—1997), спортивный комментатор ЦТ СССР, позже 1-го канала Останкино и ОРТ[121] — лыжи, автоспорт.
- Котэ Махарадзе (1926—2002) — футбол из Тбилиси.
- Алексей Бурков (1954—2004), спортивный комментатор ЦТ СССР, позже РТР, НТВ и «НТВ-Плюс Спорт»[122] — плавание, автогонки в классе «Формула-1».
- Владимир Рашмаджян (1932—1998), спортивный комментатор ЦТ СССР, позже 1-го канала Останкино и ОРТ[123] — водные виды спорта.
- Владимир Маслаченко (1936—2010), спортивный комментатор ЦТ СССР (1973—1990), позже 4-го канала Останкино[124][125], НТВ и «НТВ-Плюс Спорт» — футбол, горные лыжи.
- Владимир Перетурин (1938—2017), спортивный комментатор ЦТ СССР (с 1970 года), позже 1-го канала Останкино, ОРТ и «Первого канала»[126] — футбол, хоккей, водные виды спорта, конный спорт, «Футбольное обозрение» (1980−1999).
- Георгий Саркисьянц (1934—2011), спортивный комментатор ЦТ СССР, позже 1-го канала Останкино, ОРТ и «Евроспорт» — футбол, бокс, тяжёлая атлетика, фигурное катание.
- Татьяна Котельская (1946—2011), диктор-сурдопереводчик[127].
- Майя Гурина (1946—1996), диктор-сурдопереводчик[127].
- Евгений Зимин (1947—2018), спортивный комментатор ЦТ СССР, позже — МТК, 7ТВ, ТВЦ и «Первого канала» — хоккей.
- Нина Ерёмина (1933—2016), спортивный комментатор ЦТ СССР (с 1974 года), позже — 1-го канала Останкино[128] и «РЕН ТВ»[129][130][131][132] — баскетбол.
- Наталия Андреева (1955—2017) — диктор ЦТ с 1982 года, вела программу передач, концерты, снимала репортажи.
- Юрий Ковеленов (1939—2018) — диктор ЦТ СССР.
- Евгений Суслов (1937—2019) — диктор ЦТ СССР, засл. арт РСФСР.
- Владимир Фомичёв (1939—2023) — спортивный комментатор ЦТ СССР, затем РТР — баскетбол[133].
- Юрий Сенкевич (1937—2003), ведущий передачи «Клуб путешественников».
- Сергей Капица (1938—2012) — профессор, ведущий передачи «Очевидное — невероятное».
- Элеонора Беляева (1935—2015) — ведущая передач «Песня года» и «Музыкальный киоск».
- Борис Зажорин (1934—2013) — детский спортивный комментатор, ведущий передачи «Весёлые старты».
- Светлана Скрябина (Ершова) (1937—2020) — диктор ЦТ с 1962 года, вела «Голубые огоньки», концерты.
- Евгений Арбенин (1937—2020) — диктор ЦТ с 1966 года, вёл программу «Время».
- Октавиан Корнич (1941—2020) — диктор ЦТ, с 1975 по 1988 годы вёл Новости ЦТ, московские новости, программу передач.
- Вячеслав Шугаев (1938—1997) — писатель-публицист, ведущий программы «Добрый вечер, Москва!».
- Борис Ноткин (1942—2017) — ведущий программы «Добрый вечер, Москва!», затем работал на МТК и ТВЦ.
- Виктор Балашов (1924—2021) — диктор ЦТ(1947—1996), нар. арт. РФ, вёл программу «Время», телепередачи «Победители», «Клуб фронтовых друзей», «Огоньки…», «Требуются, требуются…».
- Юрий Петров (1947—2021) — диктор ЦТ с 1982 года, вёл новостные выпуски, программу «Время», также концертные и фестивальные программы; актёр, озвучивал многие фильмы, занимался озвучиванием передач и дубляжом.
- Игорь Кириллов (1932—2021) — диктор ЦТ СССР, затем 1-го канала Останкино, ОРТ и «Первого канала», нар. арт. СССР.
- Валерий Миронов (1937—2021) — диктор ЦТ СССР с 1972 года, вёл новости, фестиваль народного творчества «Радуга».
- Александр Каверзнев (1932—1983) — советский журналист-международник, политический обозреватель ЦТ и ВР, автор множества репортажей из разных стран мира, один из ведущих программы «Сегодня в мире», создатель и ведущий программы «Содружество».
- Галина Зименкова (1941—2023) — диктор ЦТ СССР, засл. арт. РСФСР., вела программу «Время».
- Светлана Моргунова (1940—2024) — диктор ЦТ СССР, нар. арт. РФ., вела телевизионные концерты, «Голубые огоньки», программу передач.
- Аза Лихитченко (1937—2024) — диктор ЦТ СССР, нар. арт. РФ.; вела программу «Время», новости, программу передач.
- Александр Бовин (1930—2004) — политический обозреватель газеты «Известия» с 1972 по 1991 год. Был ведущим еженедельной телевизионной программы «Международная панорама».
- Нинель Шахова (1935—2005) — корреспондент, комментатор по вопросам культуры программы «Время» Центрального телевидения СССР (с 1971 года), затем телекомпании «Останкино».
- Владимир Ворошилов (1930—2001) — советский и российский деятель телевидения, театральный художник и режиссёр; вёл передачи «Аукцион» (1969), «А ну-ка, парни» (1970—1972), «Что? Где? Когда?» (1975—2000).
- Владимир Соловьёв (1940—1990) — советский журналист, автор, создатель и ведущий программы «Это вы можете», выходившей на советском телевидении в 1970-е — 1980-е годы.
- Анатолий Овсянников (1936—1979) — политический обозреватель ЦТ и ВР. В 1970-х годах работал ведущим телепередачи «Международная панорама».
- Геннадий Герасимов (1930—2010) — политобозреватель, один из ведущих телепередачи «Международная панорама» с 1978 года, в 1983—1986 — главный редактор газеты «Московские новости»; награждён орденами Отечественной Войны II степени, Трудового Красного Знамени, Дружбы народов, «Знак Почёта»; лауреат премии им. В. В. Воровского (в области международной журналистики) и др.
- Фарид Сейфуль-Мулюков (1936—2016) — политобозреватель ЦТ и ВР с 1964 года.
- Валентин Зорин (1925—2016) — советский и российский политолог, историк-американист, с 1965 года телеведущий, журналист, политический обозреватель ЦТ и ВР, в 1970—1980-х годах — ведущий телепередач «Сегодня в мире», «9-я студия», «Международная панорама», «Недипломатические беседы», автор цикла телефильмов «Америка семидесятых» и др.
- Игорь Фесуненко (1933—2016) — политобозреватель ЦТ с 1979 года, ведущий телепередач «Сегодня в мире», «Камера смотрит в мир», «Международная панорама» и «Время».
- Станислав Кондрашов (1928—2007) — политобозреватель «Известий» с 1977 года, вёл «Международную панораму».
- Юлия Белянчикова (1940—2011) — телеведущая передачи «Здоровье» (1969—1989), на ЦТ с 1968 года.
- Ирина Асмус (1941—1986) — советская цирковая артистка, клоунесса, известная по роли Ириски в телевизионной передаче «АБВГДейка» (1977—1985).
- Александр Иванов (1936—1996) — советский и российский поэт-пародист, бессменный ведущий телепередачи «Вокруг смеха» (1978—1991).
- Татьяна Комарова (1952—2010) — корреспондент ЦТ, комментатор, обозреватель (с 1975 года), с 1990 — ведущая программы «Время», с 1992 — РГТРК «Останкино», с 1995 ОРТ.
- Виталий Севастьянов (1935—2010) — лётчик-космонавт СССР, кандидат технических наук (1965). Дважды Герой Советского Союза (1970, 1975). Много лет подряд (с 1973 года) вёл на ЦТ передачу «Человек. Земля. Вселенная».
- Леонид Элин (1939—2014) — корреспондент и обозреватель (с 1968 года) в главной редакции общественно-политических программ, автор ряда документальных фильмов, диктор программы «Время» и комментатор студии спортивных программ.
- Алексей Каплер (1903—1979) — советский кинодраматург, Заслуженный деятель искусств РСФСР (1969), в 1966—72 гг. бессменный ведущий программы «Кинопанорама».
- Георгий Капралов (1921—2010) — советский и российский киновед, кинокритик и сценарист, телеведущий, доктор искусствоведения (1984), ведущий программы «Кинопанорама» (1976—1979, ЦТ).
- Василий Песков (1930—2013) — телеведущий передачи «В мире животных», вёл её вместе с Николаем Дроздовым с 1975 по 1990 год. С 1995 по 1997 год вёл данную программу самостоятельно, когда она выходила на РТР.
- Михаил Лещинский (1945—2018) — ведущий программы «Служу Советскому Союзу», в течение 4 лет — собственный корреспондент ЦТ СССР в Афганистане, политобозреватель ЦТ.
- Евгений Меньшов (1947—2015) — советский и российский актёр, с 1988 по 2006 годы, вместе с ведущей Ангелиной Вовк, вёл на советском, а затем на российском телевидении ежегодный телевизионный музыкальный фестиваль «Песня года».
- Елена Казаринова (1960—2013) — советская, российская актриса театра и кино, эстрады, радиоведущая, в 1980-е годы (1983—1985) принимала участие в детской образовательной телевизионной программе «АБВГДейка» в роли Аксюты.
- Надежда Румянцева (1930—2008) — советская и российская актриса; народная артистка РСФСР (1991), в 1970-80-х годах была ведущей воскресной детской телепрограммы «Будильник».
- Юрий Черниченко (1929—2010) — советский писатель, прозаик, журналист, общественный и политический деятель, телеведущий передачи «Сельский час».
- Наталья Державина (1942—2002) — актриса театра кукол им. С. В. Образцова, кукловод и голос Хрюши из передачи «Спокойной ночи, малыши!» (с 1971 года), заслуженная артистка Российской Федерации (1995), лауреат премии «ТЭФИ».
- Всеволод Овчинников (1926—2021) — советский и российский журналист и писатель-публицист, один из ведущих советских послевоенных журналистов-международников, в 1979—1992 годах был одним из ведущих еженедельной передачи «Международная панорама» на ЦТ.
- Вадим Курчевский (1928—1997) — советский режиссёр-мультипликатор, сценарист, телеведущий, писатель, иллюстратор книг, преподаватель. заслуженный деятель искусств РСФСР (1978), на ЦТ более 25 лет был ведущим телепередачи «Выставка Буратино», в которой обучал детей рисованию, и для которой он сам писал все сценарии.
- Борис Попов (1926—2003) — советский учёный, кандидат сельскохозяйственных наук, бессменный ведущий телепередачи «Наш сад».
- Георгий Зубков (1926—2022) — телевизионный журналист, ведущий и обозреватель программ «Международная панорама», «Сегодня в мире», «Резонанс».
- Борис Калягин (1938—2022) — советский журналист-международник, педагог, политический обозреватель ЦТ и ВР. Кандидат исторических наук (1966), был ведущим передач «Международная панорама» и «Сегодня в мире».
- Всеволод Шишковский (1936−1997) — советский и российский журналист-международник, один из ведущих политобозревателей советского телевидения. с 1984 по 1986 годы — комментатор Главной редакции информации ТВ Гостелерадио СССР, журналист программы «Время», в качестве политического обозревателя вёл программы «Международная панорама» и «Сегодня в мире».
- Геннадий Чертов (1940—2025) — диктор ЦТ СССР
- Эдуард Мнацаканов (1926−1987) — советский журналист-международник, вёл программы «Международная панорама» и «Сегодня в мире».
- Владимир Цветов (1933−1993) — советский журналист-международник, вёл программы «Международная панорама» и «Сегодня в мире».
- Владимир Дунаев (1929−1988) — советский журналист-международник, вёл программы «Международная панорама» и «Сегодня в мире».
- Анатолий Потапов (1923—2012) — советский журналист-международник, вёл программы «Международная панорама» и «Сегодня в мире».
- Калерия Кислова (1926—2025) — главный режиссёр информационной программы «Время»
- Ксения Маринина (1922—2014) — режиссёр телепередачи «Кинопанорама»

## Телеканалы союзных республик
В столицах союзных республик СССР (Алма-Ата, Ашхабад, Баку, Вильнюс, Душанбе, Ереван, Минск, Киев, Кишинёв, Таллин, Фрунзе) вещали собственные телеканалы республиканских филиалов Гостелерадио (по одному на каждую республику.) Исключениями были Грузинская, Латвийская и Узбекская ССР, где выходили в эфир два собственных республиканских телеканала. Выходили следующие передачи:
- Новости (на языках союзных республик)
- Актуальная камера — информационная программа (Украинское телевидение, Эстонское телевидение, 19:00 и 23:30)
- Мультфильмы по заявкам — передача для детей (Украинское телевидение, сб, 11:35, вс, 15:30)
- Спокойной ночи, дети (Украинское телевидение, 20:45)
- Калыханка (Белорусское телевидение, 20:45)